# 本愿
本愿，是菩萨在因位，也就是在往昔修菩薩行未得成就时，立下的誓愿。佛与菩萨有多种形式的本愿。

## 詞源
從漢語的字面意義上講，本願就是“本來的心願”，如《晋书·凉武昭王李玄盛传》：“吾自立身，不营世利……今日之举，非本愿也。”清代李渔《怜香伴·神引》：“这也是妇人家本愿，俺们须索护祐他。”
在佛教中，本願一詞另有所指，作為梵語的翻譯。義爲往前的、往昔的，即誓願。

## 概論
佛教菩薩行十度之一的“誓願”，分為通願和別願。通願又叫總願，即發无上菩提心救度无量众生，断烦恼，积福德二资粮，以期成就佛果之願，包括四弘誓愿、二十大誓庄严等。而別願是各個佛菩薩自己的不同的誓願，有“建立净土，成就众生”或愿于“秽土成佛，救度难化之众生”等，如《无量寿经》记述阿弥陀佛在尚为法藏比丘时的四十八愿（或作四十六愿、三十六愿、二十四愿），《阿閦佛国经》记载阿閦辟佛二十愿，《道行般若经》卷六〈恒竭优婆夷品〉之五愿，《放光般若经》卷十三〈梦中行品〉之二十九愿，《药师经》所說藥師佛十二愿（或作四十四愿），普贤菩萨十大愿，《悲华经》中记载了释迦五百大愿和觀音菩薩救苦愿，在《弥勒菩萨所问本愿经》记载的弥勒十善愿，《地藏菩薩本願經》記載的地藏菩薩“地獄不空誓不成佛”悲愿。其中或有成就净土之愿，或有秽土成佛之愿。
依誓願修行而成佛的，此大願即“根本別願”或“原始誓願”，稱爲本願。